# Bryum mieheanum
Bryum mieheanum là một loài rêu trong họ Bryaceae. Loài này được Ochi mô tả khoa học đầu tiên năm 1993.